# 安城御影
安城御影（あんじょうのごえい（みえい））は、鎌倉時代の1255年（建長7年）法眼朝円の筆とされる絹本著色親鸞聖人像。親鸞83歳の姿を描いたとされる。西本願寺所蔵。「鏡御影」（国宝）、「熊皮御影」（重文）と並び、親鸞聖人三御影とされる。
安城御影（1,276mm×401mm）には、上部に『仏説無量寿経』（願生偈）、下部に「正信偈」の讃文がある。親鸞直筆とされており、筆跡の基準ともされている。
名称の由来は三河国碧海郡安静（現・安城市）に伝来したことによる。親鸞24輩（24高弟）真仏の弟子専海が法眼朝円に描かせ、願照寺（岡崎市舳越町字本郷に所在）が所蔵していたため、安城御影（または安静御影）と呼ばれる。
本願寺第3代覚如の長男存覚の記した『存覚袖日記』には、1355年（文和4年）に当時所蔵していた願照寺の照空房から安城御影を見せてもらった時のことが詳しく記されている。
1952年、「紙本墨画親鸞聖人像（鏡御影）」の附として正本および副本が国宝に指定。副本は第8代蓮如の時代に2本が模写され、1本は正本と共に西本願寺蔵、1本は東本願寺に蔵され、国の重要文化財に指定されている。